# Ludwig Samson von Rathsamhausen zu Ehenweyer
Ludwig Samson Freiherr von Rathsamhausen zu Ehenweyer (auch Ludwig Samson Freiherr von Rathsamhausen)  (* 26. Dezember 1740 in Straßburg; † 25. September 1819 in München) war ein deutscher Jurist, großherzoglicher Geheimer Rat und Regierungspräsident in Darmstadt.

## Leben

### Herkunft und Familie
Ludwig Samson Freiherr von Rathsamhausen wurde als Sohn des hessischen Oberhofmeisters Leopold Samson von Rathsamhausen (1699–1779) und dessen Ehefrau Eleonore Sidonie von Mundolsheim geboren. Im Jahre 1790 heiratete er Franziska Sophie von Rathsamhausen zu Ehenweyer (1767–1833). Aus der Ehe gingen die Töchter Sophia (1791–1833, ⚭ Heinrich von der Tann) und Auguste (1802–1890, ⚭ Friedrich von der Tann, ein Bruder Heinrichs) hervor. 

### Wirken
Ludwig hatte ein Studium der Rechtswissenschaften absolviert und war als Regierungsdirektor in Buchsweiler im Elsass tätig. Er wurde Großherzoglicher Geheimer Rat. Im Regierungsbezirk Darmstadt war er Präsident und Leiter der Behörde.

### Auszeichnungen
Wirklicher Geheimer Rat